# As I Am
As I Am is het derde studioalbum (eigenlijk vierde album) van de Amerikaanse zangeres Alicia Keys.

## Geschiedenis
Het album verscheen op 13 november 2007. Dit album werd het vierde album van Keys dat op nummer één kwam te staan in de Billboard 200, met 742.000 verkochte exemplaren in de eerste week na verschijnen. Dit is het grootste aantal verkochte exemplaren in de eerste week voor een r&b-artieste in de Verenigde Staten. In 2007 werd het album het op drie na bestverkochte album in de Verenigde Staten, en in 2008 was het het bestverkochte album in de VS.
Er horen vier singles bij dit album; twee ervan stonden op nummer 1 in verschillende hitlijsten en de andere twee kwamen in de top 3 en top 15.

## Achtergrondinformatie
Keys heeft aan dit album gewerkt sinds het einde van 2005, maar begon pas echt in 2006]. Op 26 juni 2007 sprak Keys voor het eerst over het album, in een interview voor E! News, een Amerikaans shownieuwsprogramma. Tijdens de MTV Video Music Awards van 2007 bevestigde ze dat haar album af was.

## Afspeellijst
1. As I Am (Intro) (Alicia Keys) - 1:52
2. Go Ahead (Keys, Mark Batson, Kerry Brothers, Jr., Marsha Ambrosius) - 4:36
3. Superwoman (Keys, Linda Perry, Steve Mostyn) - 4:34
4. No One (Keys, Brothers, George D. Harry) - 4:14
5. Like You'll Never See Me Again (Keys, Brothers) - 5:15
6. Lesson Learned (met John Mayer) (Keys, Mayer) - 4:14
7. Wreckless Love (Keys, Jack Splash, Matthew Kahane, Harold Lilly) - 3:53
8. The Thing about Love (Keys, Perry) - 3:50
9. Teenage Love Affair (Keys, Splash, Kahane, Lilly, Josephine Bridges, Carl Hampton, Tom Nixon) - 3:10
10. I Need You (Keys, Batson, Lilly, Paul L. Green) - 5:10
11. Where Do We Go from Here (Keys, Brothers, Mary Frierson, Johnnie Frierson) - 4:11

(Met een klein stukje van "After Laughter (Comes Tears)" van Wendy Rene, geschreven door Mary en Johnnie Frierson.)
1. Prelude To A Kiss (Keys) - 2:08
2. Tell You Something (Nana's Reprise) (Keys, Novel Stevenson, Ron Haney, Brothers, Green, Mostyn) - 4:28
3. Sure Looks Good to Me (Keys, Novel Stevenson, Ron Haney, Brothers, Green, Mostyn) - 4:31

### iTunes-editie
1. Waiting for Your Love - 3:53
2. Hurt So Bad (voorbestelbonus) - 2:56

### EditieVerenigd Koninkrijk
1. Waiting for Your Love - 3:53

### The Super Edition
The Super Edition kwam op 15 november 2008 uit op iTunes, met daarop alleen de bonusnummers.
1. Another Way to Die (met Jack White, ook geschreven door White) - 4:22
2. Doncha Know (Sky Is Blue) (Keys, Perry) - 4:24
3. Saviour (Keys, Green, Lilly, Splash) - 3:22

#### Bonus-dvd
1. You Don't Know My Name (Live in Londen)
2. Superwoman (Live in Londen)
3. No One (Live in Londen)
4. Teenage Love Affair (Live in Londen)
5. If I Ain't Got You (Live in Londen)

## Hitlijsten
- In de Nederlandse Album Top 100 stond het album op de tweede plaats.